# Bergarbeiter-Wohnmuseum

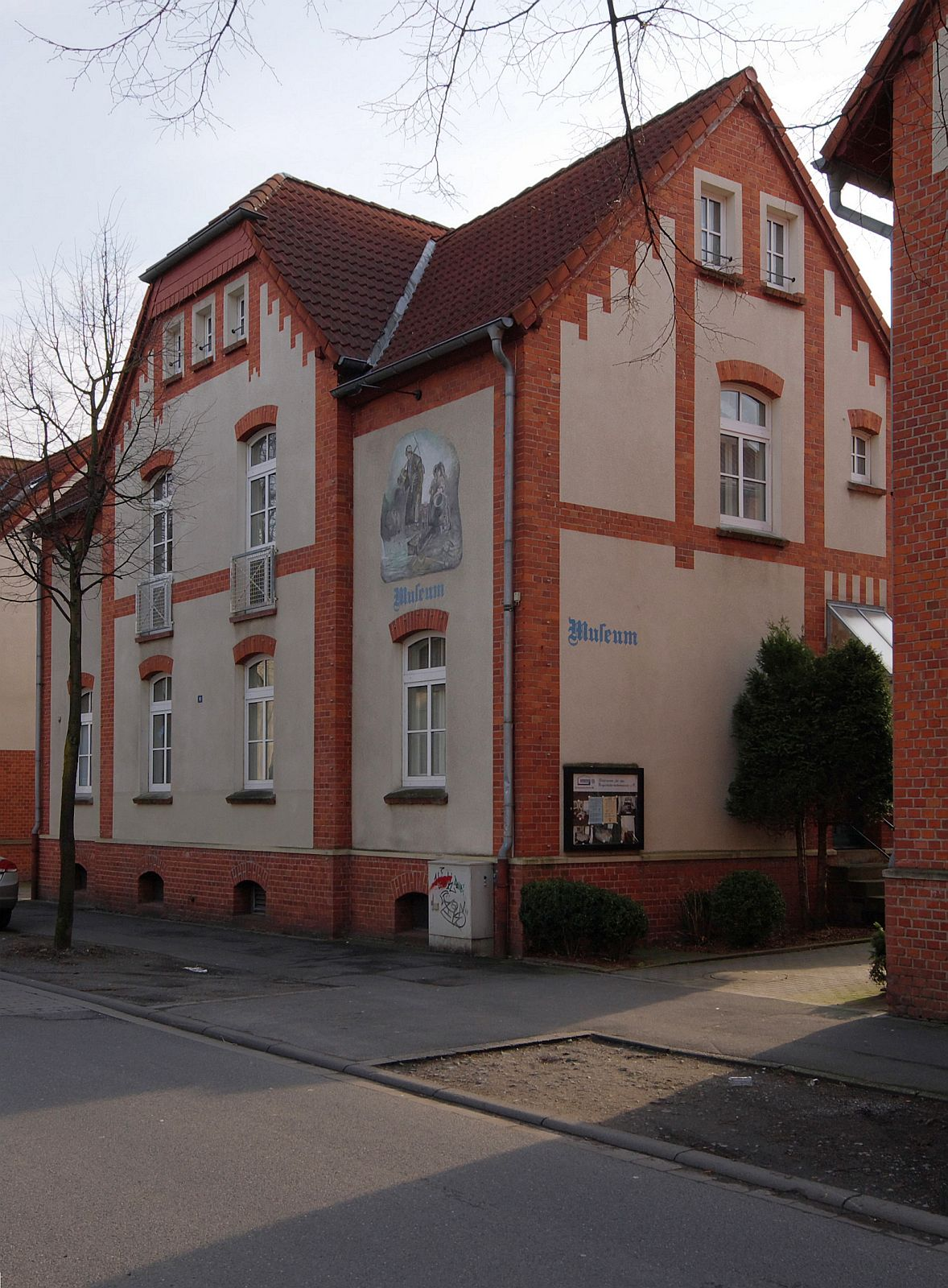
Museumsgebäude in der Rudolfstraße

Das Bergarbeiterwohnmuseum ist ein Museum im Lüner Stadtteil Brambauer.
Das Museum befindet sich in der Neuen Zechenkolonie der ehemaligen Zeche Minister Achenbach. Gegründet wurde es 1994 im Zuge einer Gesamtsanierung der Siedlung. Eine Hälfte eines 1904/05 gebauten Zechenhauses ist entsprechend den Lebensumständen einer Bergarbeiterfamilie aus der Zeit um 1930 hergerichtet. Das Museum wird vom Förderverein Bergarbeiter-Wohnmuseum e. V. der ehemaligen Wohnungsbaugesellschaft Glückauf (aufgegangen in der VIVAWEST) betrieben und von der Vivawest Stiftung gGmbH unterstützt. Die ersten Museumsstücke stammten von einem ortsansässigen Antiquitätenhändler. Der Bestand wurde in der Folgezeit von umliegenden Anwohnern und von auswärtigen Besuchern umfangreich ergänzt (Küchengeräte, Möbel, Dekoration u. a.). Die Wohnung selbst ist auch auf dem damaligen Stand: Leitungen auf Putz, geweißte Wände, roter Dielenboden und ein Plumpsklo. Keller und Hof sind zur optionalen Bewirtung von Museumsgästen eingerichtet. In der „Guten Stube“ können sich auch Paare trauen lassen.
Das Museum ist Teil der Route der Industriekultur.